# Paul Stäckel
Paul Gustav Samuel Stäckel (Berlim, 20 de agosto de 1862 — Heidelberg, 12 de dezembro de 1919) foi um matemático alemão. Realizou pesquisas nas áreas de análise complexa, geometria diferencial, teoria de números e geometria não-euclidiana. No campo dos números primos, Stäckel cunhou o termo primos gêmeos.

## Biografia
Filho de Gustav Ernst Schulrats Stäckel (morto em 1908) e Marie Elizabeth Ringel. Prestou serviço militar voluntário em Berlim, em 1886. Em 1891 casou com Eleanor Elizabeth Lüdecke (1869 — 1919), com quem teve três filhos.
Após graduar-se em 1880, estudou na Universidade de Berlim assuntos relacionados à matemática e física, bem como filosofia, psicologia, pedagogia e história. Doutorou-se em 1885 sob orientação de Leopold Kronecker e Julius Weingarten pela mesma universidade. Em 1891, teve sua tese de habilitação aceita pela Universidade de Halle-Wittenberg, onde começou a lecionar. Posteriormente lecionou na Universidade de Königsberg (a partir de 1895), Universidade de Kiel (1897), Universidade de Hannover (1905), Universidade de Karlsruhe (1908) e Universidade de Heidelberg (1913).
Foi palestrante convidado do Congresso Internacional de Matemáticos em Heidelberg (1904: Über die Notwendigkeit regelmäßiger Vorlesungen über elementare Mathematik an den Universitäten).

## Obras
- Dissertação sobre o movimento de um ponto sobre uma superfície, 1885.
- Integração das equações diferenciais de Hamilton-Jacobi por separação de variáveis, 1891.
- Dinâmica elementar da ciência matemática em: Encyclopädie der mathematischen Wissenschaft IV, 1 (1908).
- Diversas publicações no Mathematische Annalen (entre 1890 e 1909).
- Vários artigos em "Nachrichten von der Gesellschaft der Wissenschaften zu Göttingen, Mathematisch-Physikalische Klasse", entre 1896 e 1917.